# Europapolitik
Unter Europapolitik versteht man eine auf Europa bezogene Politik von staatlichen oder gesellschaftlichen Akteuren und internationalen Organisationen. Überwiegend wird der Begriff heute auf die Europäische Union und ihre Institutionen bezogen. Hin und wieder bezieht er sich aber auch auf andere Organisationen wie den Europarat.
In den Staaten der Europäischen Union sind die Ziele der Europapolitik überwiegend die Stärkung einer europäischen Integration bei gleichzeitigem Durchsetzen nationaler Interessen in den europäischen Entscheidungsfindungsprozessen. In den Beitrittskandidaten und Beitrittsländern ist die Europapolitik auf die Einführung des Acquis communautaire und den Beitritt zur Union ausgerichtet.
In einigen Staaten wird Europapolitik als ein Teil der Außenpolitik interpretiert. In anderen gibt es aber auch eigene Europaministerien oder Europastaatssekretäre.

## Europapolitik der einzelnen Länder

### Situation in Deutschland
Europapolitik wird in Deutschland von einer Vielzahl von Akteuren betrieben. Wichtigster Akteur ist die Bundesregierung, die nach dem Ressortprinzip auf europapolitische Themen reagiert. Ferner sind die deutschen Bundesländer europapolitisch sehr aktiv. Durch den Vertrag von Lissabon (2007) gestärkte Akteure sind Bundestag und Bundesrat (Deutschland). Wichtigstes Instrument staatlicher Akteure in der Europapolitik ist die Europakoordinierung.
Oftmals unterschätzt wird in Deutschland der Einfluss der Lobbyisten, die in Brüssel und Straßburg, aber auch in der Bundeshauptstadt und in den Landeshauptstädten europapolitisch präsent sind. Ebenfalls unterschätzt wird die Rolle der deutschen Europaparlamentarier, die über ihre Parteien nominiert werden und relativ unabhängig im erstarkten Straßburger Parlament agieren. Dies mag damit zusammenhängen, dass die europäische Ebene von Parteien oft noch vernachlässigt wird, was auch in Wahlkämpfen zu Europaparlamentswahlen sichtbar wird, in denen vorwiegend nationale anstelle europäischer Fragen thematisiert werden.
Traditionell war die deutsche Europapolitik ein Teil der Außenpolitik, aufgrund der starken Politikverflechtung innerhalb der EU bürgert es sich aber immer mehr ein, von Europäischer Innenpolitik zu sprechen. In der Praxis kommt es regelmäßig zu Kompetenzstreitigkeiten in Bezug auf die Europakoordinierung, insbesondere zwischen dem Auswärtigen Amt und dem Bundeskanzleramt. Auch die Bundesländer sind bestrebt, sowohl über den Bundesrat und die Bundesregierung, als auch – durch ihre Landesvertretungen in Brüssel – direkt auf die Europapolitik Einfluss zu nehmen. Insgesamt kann der deutschen Europapolitik unabhängig von den jeweils die Regierung stellenden Parteien von Adenauer bis Merkel eine integrationsfreundliche Haltung zugesprochen werden, im Gegensatz etwa zur britischen Europapolitik. Zum Problem wird seit Ausbruch der Finanzkrise 2007 zunehmend, dass integrationsorientierte Europapolitik ein Elitenprojekt ist, für das die Zustimmung in der Bevölkerungsmehrheit – nicht nur in Deutschland – geringer wird.

### Britische Europapolitik
Großbritannien (GB) wurde erst am 1. Januar 1973 in die EG aufgenommen, nachdem erste Verhandlungen der Premierminister Harold Macmillan 1963 und Harold Wilson 1967 über einen Beitritt zweimal am französischen Veto gescheitert waren. Die erfolgreichen Beitrittsverhandlungen wurden vom konservativen Premierminister Edward Heath geführt; von ihm wurde der Beitritt auch innenpolitisch durchgesetzt.
1973 hatten die die erste Phase der europäischen Integration bestimmenden wirtschaftlichen Wachstumskräfte ihre Wirkung verloren. Im Oktober 1973 begann die erste Ölkrise. Ebenfalls 1973 zerbrach das Bretton-Woods-System, das feste Wechselkurse der beteiligten Währungen bewirkt hatte. In GB kam es aus verschiedenen Gründen zu einem Inflationsschub, dem eine Stagflation folgte.
Dieses alles schien die britischen Europa-Kritiker zu bestätigen, die einen Beitritt abgelehnt hatten, da sie mit mehr Nach- als Vorteilen rechneten. Ein Hauptargument der EG- bzw. EU-Gegner war und ist die Befürchtung, dass die Souveränität des britischen Parlaments (zwei Kammern: House of Commons (Unterhaus) und House of Lords (Oberhaus) ) bei Entscheidungen über zentrale Anliegen der britischen Politik eingeschränkt werden oder gefährdet sein könnte, wenn allzu viele Zuständigkeiten vom Parlament auf EU-Institutionen übertragen werden. Die konservativen Kritiker sehen in zu weitgehenden Verlagerungen einen Verfassungsbruch; die politische Linke befürchtete in den siebziger Jahren, dass die EG ihr nationale Entscheidungen für eine sozialistische Politik erschweren oder unmöglich machen könnte.
Im Mai 1979 wurde die Konservative Margaret Thatcher Premierministerin und blieb es bis zum November 1990. Ihre seit 1976 in verschiedenen Versionen erhobene, berühmt gewordene Forderung „We want our money back!“ stand für ihre kompromisslose Verhandlungsstrategie. 1984 gelang es ihr, den sogenannten Britenrabatt für Zahlungen an die EU auszuhandeln.

„Labour-Regierungen und konservative Regierungen haben die Rolle Großbritanniens in der EU in der Praxis meist sehr ähnlich definiert. Für sie blieb die EU eine wirtschaftliche Interessengemeinschaft, ein Absatzmarkt für britische Güter und – im Hinblick auf den Abbau von Handelsbarrieren im gemeinsamen Binnenmarkt seit 1993 – eine wettbewerbspolitische Herausforderung. Die EG wurde 1979 gleich nach dem Amtsantritt Margaret Thatchers als Premierministerin auf dem Gipfel von Dublin mit der britischen Forderung nach einer Verringerung der Beitragszahlungen des Landes um eine Milliarde Pfund konfrontiert (Margaret Thatcher: „We want our money back“ – „Wir wollen unser Geld zurückhaben“). Die Verhandlungen über dieses Thema kamen erst 1984 beim Gipfeltreffen in Fontainebleau zu einem Ergebnis. Großbritannien wurde von der EG eine Rückzahlung von 66 Prozent der Differenz zwischen seinem EG-Beitrag und den EG-Leistungen an das Vereinigte Königreich garantiert.
Für die konservative Regierung befand sich die Zustimmung zum europäischen Binnenmarkt 1986 (Einheitliche Europäische Akte) im Einklang mit der marktwirtschaftlichen Ausrichtung ihrer Politik. Eine Vertiefung der politischen Integration im Unterschied zu der von ihr geförderten wirtschaftlichen Integration wurde von der Regierung Thatcher dagegen vehement abgelehnt. Erst aufgrund starken Drucks ihrer Partei, der Großindustrie und des internationalen Börsen- und Finanzzentrums in London, der Londoner City, stimmte die Regierungschefin 1990 dem Beitritt Großbritanniens zum Europäischen Währungssystem (EWS) zu.“

Thatchers Nachfolger John Major (1990–1997), Tony Blair (1997–2007) und Gordon Brown (2007–2010) gaben der Europapolitik einen höheren Stellenwert und setzten sich für eine – im Vergleich zu ihrer Vorgängerin – konstruktivere Europapolitik Großbritanniens ein. Im Jahr 2012 kündigte der konservative Premierminister David Cameron für den Fall seiner Wiederwahl für die Zeit nach 2017 eine erneute Abstimmung über den Verbleib Großbritanniens in der EU an.

### Französische Europapolitik
Frankreich gehört zu den sechs Gründungsstaaten der EWG, der Keimzelle der heutigen EU, und gilt bis heute ebenso wie Deutschland als wichtiger Motor der europäischen Integration.
Durch die europäische Integration versucht Frankreich, einen Bedeutungsverlust des eigenen Staates in der Welt zu vermeiden.
Ein weiteres Ziel ist, Deutschland in Europa einzubinden und nicht zu stark werden zu lassen. Frankreich ist seit jeher für zunehmende Integration und sieht Erweiterungen deshalb kritisch, da mehr Mitgliedsstaaten den Integrationsprozess verlangsamen.
Die französische Europapolitik wird vorwiegend vom französischen Präsidenten gestaltet, der die Politikfelder Außen-, Europa- und Sicherheitspolitik oft weitgehend dominieren kann. Besonders in Zeiten, in denen Präsident und Regierung (und somit die Parlamentsmehrheit) derselben Partei (oder Parteienkoalition) angehören, hat der Präsident freie Hand. Sobald es aber zu einer Cohabitation kommt, in der Präsident und Regierungschef unterschiedlichen Parteien angehören, kann es zu einer Konkurrenz kommen, besonders dann, wenn der dann gerade amtierende Premierminister Ambitionen auf das Amt des Präsidenten hat. In diesen Fällen ist der Premierminister im Zwiespalt, da er sich einerseits europa- und außenpolitisch profilieren muss, andererseits nicht die Machtfülle des Präsidenten schmälern will, da er dieses Amt selber anstrebt.
De Gaulle als erstem Präsidenten der Fünften Republik kommt in der französischen Europapolitik eine bedeutende Rolle zu, konnte er doch den Anfang der Europapolitik insbesondere durch die Aussöhnung mit Deutschland prägen. Für ihn wie für die meisten seiner Nachfolger stand die Souveränität und politische Gestaltungsmacht Frankreichs im Zentrum, was in der Europapolitik dazu führte, dass Frankreich seither intergouvernementale EU-Institutionen wie den Rat dem supranationalen Europaparlament vorzieht. In europapolitischen Kontroversen gelang es de Gaulle nicht selten, seine Position durchzusetzen; so bei den beiden an seinem Veto gescheiterten britischen Beitrittsanträgen 1963 und 1967. Eine bei den europäischen Partnern wenig geschätzte Methode in der französischen Europapolitik seiner Zeit war die Politik des leeren Stuhls 1965.
De Gaulle schlug auch die Fouchetpläne vor.
Eine Kontinuität der französischen Europapolitik besteht in der folgenden Zielsetzung: In und mit der EU soll Frankreich politisch in Europa und der Welt ein besonderes Gewicht behalten, was während der Präsidentschaft de Gaulles noch selbstverständlich erschien. Deshalb war und ist für Frankreich eine gemeinsame Außen- und Sicherheitspolitik und eine Europäische Sicherheits- und Verteidigungspolitik anzustreben.
Ein zentrales Thema ist auch die gemeinsame Agrarpolitik der EU, da besonders die französische Agrarindustrie hiervon profitiert. Als Gerhard Schröder während seiner Amtszeit als Bundeskanzler vorschlug, die Grundsätze der Agrarpolitik wieder stärker auf nationaler Ebene zu entscheiden, stellte sich Frankreich dagegen, in der Befürchtung, dass dadurch EU-Subventionen entfallen könnten. Chirac und Schröder einigten sich schließlich 2002 darauf, dass sich bis 2007 nichts ändern sollte und anschließend die Mittel für die Agrarfinanzierung nicht mehr steigen sollten. Auch britische Vorschläge zu einer Reform der kostspieligen EU-Agrarpolitik wurden in der Regel von französischer Seite abgelehnt.
Der Zeitraum von 1990 bis 1992 unter François Mitterrand wird als das „goldene Zeitalter“ der französischen Europapolitik bezeichnet.
1995 stimmte die französische Wählerschaft in einem Referendum über den Vertrag von Maastricht mit Nein. Zehn Jahre später stimmte sie mit Nein, als ein Referendum über den Vertrag über eine Verfassung für Europa stattfand. Nachdem 2007 Nicolas Sarkozy französischer Präsident wurde, kündigte er die Rückkehr Frankreichs nach Europa an.
Der EU-Erweiterung 2004 stand Frankreich kritisch gegenüber, wurde Deutschland hierdurch doch zum neuen Zentrum der EU, während Frankreich sich an den Rand gedrängt fühlte. Staatspräsident Sarkozy brachte die Idee einer Mittelmeerunion ins Spiel, die innerhalb der EU allerdings auf wenig Gegenliebe stieß. Letzten Endes wurde als Kompromiss die Union für das Mittelmeer geschaffen.
Am 15. Mai 2012 wurde François Hollande neuer Präsident, nach Mitterrand der zweite sozialistische Präsident Frankreichs. Da bei den Parlamentswahlen im Juni 2012 die Sozialisten gewannen, gibt es keine Cohabitation.

## Kritik an der bisherigen Europapolitik
Ein klares Plädoyer für eine neue, an den Traditionen des Verfassungsstaats orientierte und auf eine Stärkung der demokratischen Rechte der Bürger bei fortschreitender europäischer Integration setzende Europapolitik findet sich bei Jürgen Habermas. Habermas kritisiert als Defizit der bisherigen Europapolitik: „Weil die Kompetenzen in der Union, vereinfacht gesagt, so verteilt sind, dass Brüssel und der Europäische Gerichtshof die Wirtschaftsfreiheiten durchsetzen, während die dadurch entstehenden externen Kosten auf die Mitgliedsländer abgewälzt werden, gibt es bis heute keine gemeinsame wirtschaftspolitische Willensbildung. [...] Und jedes Land betreibt seine eigene Außenpolitik, allen voran die Bundesrepublik.“
Habermas befürchtet, „dass der Politik für ein so großes Projekt wie die Einigung Europas die Luft ausgeht. [...] Vielleicht können die einstweilen fehlenden Motivationen nur von unten, aus der Zivilgesellschaft selbst erzeugt werden.“ Habermas fordert – entgegen einer nur technokratischen Europapolitik – ein Europa als Solidargemeinschaft, organisiert nicht als Bundesstaat, sondern als supranationale Demokratie.